# Ataka (opera nō)
Ataka (安宅?, Ataka) è un'opera teatrale nō scritta nel 1465 da Kanze Nobumitsu.
È stata descritta come un capolavoro di genzai noh, un tipo di commedia nō in cui la storia tratta di eventi nel mondo reale. Si distingue anche dal dramma nō convenzionale, noto per la sua attenzione alla bellezza idealizzata dello yugen, attraverso l'uso di canti e danze per evidenziare la tensione drammatica. Insieme ad altri due pilastri del repertorio classico del nō, Izutsu e Atsumori, ha una tradizione di performance che continuano tutt'oggi e che spande tra sei secoli.
Servì come base per diverse opere kabuki di successo, tra cui Kanjinchō e il film Gli uomini che mettono il piede sulla coda della tigre di Akira Kurosawa.

## Sinossi

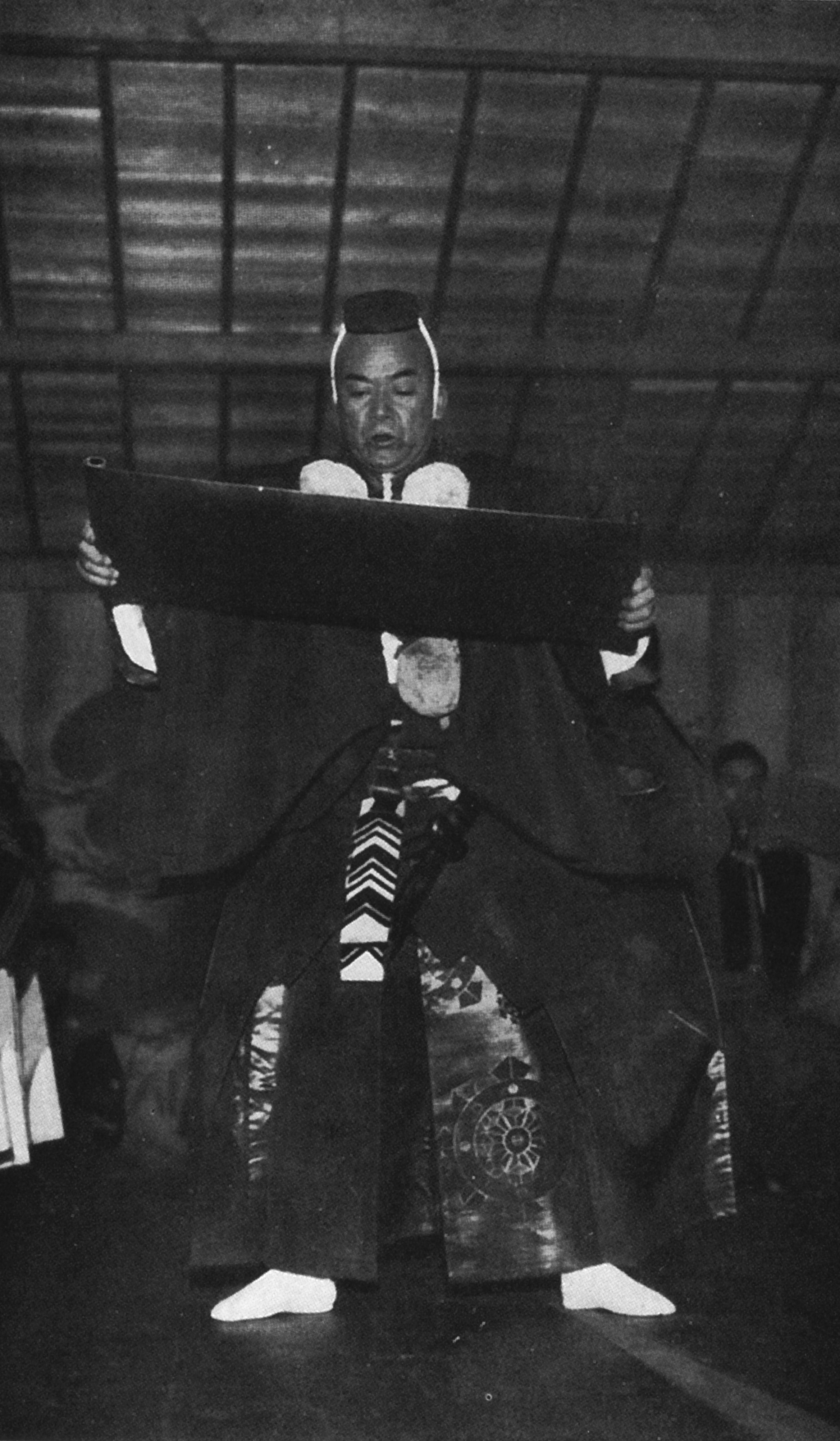
Umewaka Manzaburo esegue una scena di Ataka nel 1931

Minamoto no Yoshitsune cade in disgrazia presso suo fratello, lo shogun Minamoto no Yoritomo, e fugge con i suoi seguaci nella provincia di Mutsu, travestiti da monaci. Si dirigono verso un tempio buddista chiamato Tōdai-ji, distaccamento locale del tempio Tōdai-ji a Nara, ma vengono fermati lungo la strada da una guardia sospettosa.
La trovata di recitare un falso "elenco di sottoscrizioni che i monaci normalmente porterebbero" in missione per ricostruire il tempio, da parte del compagno di Yoshitsune, Benkei, convince la guardia a lasciarli passare.

## Influenza
Fu adattato per la prima volta in kabuki nel Kanjinchō (1702), scritto dal drammaturgo Namiki Gohei III. Questa è infatti la prima volta che un'opera nō viene trasposta per il teatro kabuki. Questa rappresentazione viene considerata uno shosagoto o un pezzo di danza che col tempo entrò a far parte dei cosiddetti "diciotto favoriti". La versione successiva di Kanjinchō (1840) è una delle opere più rappresentate nel moderno repertorio kabuki.
Un altro famoso adattamento kabuki è Gohiiki Kanjinchō (1773), considerato "un magnifico esempio dello stile di recitazione aragoto vistosamente maschile".
Il film di Akira Kurosawa Gli uomini che mettono il piede sulla coda della tigre è in parte basato su di essa. Realizzato nel 1945, il film fu bandito dal comandante supremo delle forze alleate occupanti, il generale statunitense Douglas MacArthur, per la sua rappresentazione positiva dei valori feudali. Successivamente fu rilasciato dopo la firma del Trattato di San Francisco nel 1952.